# Prediction error method
Il Prediction Error Method (letteralmente: metodo dell'errore di predizione), spesso siglato come PEM, è una procedura di identificazione dei sistemi dinamici. In particolare è un metodo di stima parametrica di un modello: in pratica si suppone nota la struttura e si vogliono identificare i parametri partendo da dati sperimentali (misurati) sulle uscite ottenute a partire dagli ingressi da noi scelti per eccitare il sistema.
L'idea sta nel costruire, a partire dalla struttura di modello scelta (secondo particolari criteri), un predittore ovvero un sistema che date le uscite e gli ingressi passati dà una stima dell'uscita presente. Il PEM stima i parametri cercati minimizzando gli errori di predizione, ovvero minimizzando un funzionale di costo dipendente da questi errori che a loro volta sono funzione dei parametri incogniti e delle misure.